# شيمسبير خاصكي سلطان
السلطانة شيمسبير فاریا الزوجة الشرعية الأولى للسلطان مراد الرابع أشهر زوجات السلطان مراد الرابع ووالدة الأمراء التي حظت بنفوذ سياسي كبير ومارست ادواراً قوية وشديدة التعقيد في الحرملك العثماني. 

## أصلها
هي ابنة الملك الألباني ليفانتي ووالدتها هي الاميرة موترا كولي شقيقة السلطانة كوسم الي تعود جذورها لليونانية وتنتمي شيمسبير إلى الاسرة الألبانية الملكية آل جريمان.

## حياتها
نعمت بحياة جميلة وسعيدة في طفولتها وفي عامعا 1626 تزوجت السلطان مراد الرابع زواجاً سياسياً وكانت ترتبط بصلة قرابة بوالدة مراد الرابع وهي كوسم التي كانت شقيقة والدتها الاميرة موترا كولي، أصبحت شيمسبير الزوجة الشرعية الأولى في القصر ومارست نفوذاً سياسياً كبيراً بعد ان أصبحت الباش خاصكي وانجبت الامراء احمد ونعمان ومحمد.

## نفوذها
كانت شيمسبير تمتلك ذكاء حاد وكانت داهية وكنت تتلقى مخصصاً يعادل 3.000 ورفعه زوجها مراد الرابع بعد ذلك إلى 3.500 وكانت لها صلاحيات مطلقة في تحسين وإدخال الإصلاحات في البلاد المقدسة مكة المكرمة والمدينة المنورة وكانت تحظى بالاحترام والمحبة والسمعة العالية الرائعة من قبل الجميع وايضاً عرفت شيمسبير بجمالها الآخاذ فكانت تمتلك عينين خضراوتين كاللؤلؤ وبشرة بيضاء ناصعة ونقية وكان شعرها كستنائياً طويلاً وكانت طويلة القامة صاحبة قوام لطيف.

## أبناؤها
1. الأمير أحمد (1627 - 1639)
2. الأمير نعمان (1628 - 1639)
3. جوهرهان سلطان (1630 - 1658)
4. الأمير محمد (1633 - 1636)